# Lotto-Belisol Ladiesteam/2008
Deze pagina geeft een overzicht van Lotto-Belisol Ladiesteam in 2008.

## Ladies Team
| Naam                   | Geboortedatum | Nationaliteit       | Ploeg 2007                       |
| ---------------------- | ------------- | ------------------- | -------------------------------- |
| Sara Carrigan          | 07.09.1980    | Australië           |                                  |
| Lieselot Decroix       | 12.05.1987    | België              |                                  |
| Catherine Delfosse     | 11.06.1981    | België              |                                  |
| Elise Depoorter        | 09.02.1988    | België              |                                  |
| Yolandi Du Toit        | 03.06.1985    | Zuid-Afrika         |                                  |
| Sofie Goor             | 14.02.1977    | België              | Vlaanderen-Capri Sonne-T-Interim |
| Vera Koedooder         | 31.10.1983    | Nederland           | Team DSB Bank                    |
| Lien Lanssens          | 01.02.1989    | België              |                                  |
| Emma Mackie            | 09.09.1984    | Australië           | Vrienden Van Het Platteland      |
| Tahlia Paskin          | 15.02.1989    | Australië           |                                  |
| Kim Schoonbaert        | 02.03.1986    | België              |                                  |
| Emma Silversides       | 02.10.1978    | Verenigd Koninkrijk | Global Racing Team               |
| Linn Torp              | 22.04.1977    | Noorwegen           |                                  |
| Annelies Van Doorslaer | 15.01.1989    | België              |                                  |
| Grace Verbeke          | 12.11.1984    | België              |                                  |
| Kathryn Watt           | 11.09.1964    | Australië           |                                  |

## Overwinningen
| Jayco Bay Cycling Classic 5e etappe: Sara Carrigan Tour of Southern Grampians 1e etappe: Kathy Watt Bornem Winnaar: Grace Verbeke Begijnendijk Winnaar: Sofie Goor Eidsvollrittet 2e etappe Linn Torp 3e etappe Linn Torp Ronde rond het Ronostrand Vera Koedooder Omloop door Middag-Humsterland Vera koedooder Westfriese dorpenomloop Vera koedooder | Kontich Catherine Delfosse Maaekendal Sara Carrigan Brasschaat Vera Koedooder Erwtegem Grace Verbeke Grembergen Catherine Delfosse Mechelen Grace Verbeke Jessheim Linn Torp |

### Piste
Nederlands kampioenschappen
Puntenkoers Vera Koedooder
2006 · 2007 · 2008 · 2009 · 2010 · 2011 · 2012 · 2013 · 2014 · 2015 · 2016 · 2017 · 2018 · 2019 · 2020 · 2021 · 2022 · 2023 · 2024